# Paulina Busa
Pour les articles homonymes, voir Busa.
Paulina Busa de Canosa est une femme de l'aristocratie daunienne, peuple vivant dans l'Antiquité classique dans la région actuelle des Pouilles (Apulia) et ayant vécu entre le IIIe et le IIe siècle av. J.-C.; elle est célèbre pour avoir porté assistance aux soldats de l'armée romaine en pleine débandade après leur défaite contre Hannibal à Cannae ; sa figure devient populaire pendant la Renaissance italienne, en ce qu'elle devient une « femme illustre » de l'histoire romaine du fait de ses vertus d'hospitalité.

## Origines
Les origines familiales de Busa sont peu claires : Tite-Live, célèbre auteur latin de l'époque augustéenne, ne mentionne ainsi que son nom de famille, Busa, indiquant qu'elle était renommée pour sa naissance et sa fortune. Son patronyme suggère qu'elle appartenait à une famille dont le nom serait Bouzos ou Bouzoi au pluriel. Cette famille est notamment attestée dans une inscription grecque de Délos : ce décret honorifique, daté entre 241 et 232 av. J.-C., atteste notamment qu'un dénommé Bouzos et sa descendance se voient accorder le statut de proxène et d'évergètes du sanctuaire et du peuple de Délos. Le statut de proxène lui permettait de posséder des terrains et une maison sur l'île et de s'asseoir au premier rang (la proedria) lors des jeux (agones) de la cité-sanctuaire. Ce même statut privilégié l'obligeait cependant à offrir l'hospitalité, l'aide et la protection aux Déliens qui venaient à Canosa. Le prénom de Busa, probablement la fille de ce proxène des Dauniens auprès des Déliens, Paulina, ou Paula reste cependant hypothétique. L'intervention de Busa pour porter assistance à l'armée romaine, la rendant célèbre, se situe au livre XXII de l'Histoire Romaine, au moment de la défaite romaine de Cannes.

## Intervention au secours de l'armée romaine
Busa est notamment célèbre pour avoir aidé les soldats réfugiés de l'armée romaine, après que cette dernière a été balayée par Hannibal à Cannes, en 216 av. J.-C.
Selon Tite-Live, malgré l'écrasante défaite à laquelle ils font face, les derniers rangs de l'armée romaine sont poussés à quitter le champ de bataille plutôt que d'aller chercher la « belle mort », à l'incitation du tribun militaire Publius Sempronius Tuditanus, futur consul de 204 av. J.-C. et se trouvant à la tête de la réserve. Selon l'auteur de la fin de la République, il aurait alors tenu un discours condamnant l'espoir de la captivité et de la rançon :

« Le fer et l'audace s'ouvrent un chemin à travers les ennemis, si serrés qu'ils soient ; en formant le coin contre cette troupe dispersée et désunie, on peut la fendre comme s'il n'y avait pas d'obstacle. Ainsi ; venez avec moi, vous qui voulez sauver et vous-mêmes, et l'État !" ; Quand il a dit ces mots, il tire son glaive, et, formant ses hommes en coin, s'avance à travers les ennemis. Du côté droit, sur lequel, comme il était découvert, les Numides lançaient des javelots, ils firent passer leur bouclier, et ils arrivèrent, au nombre de six cents environ, au grand camp ; ils en repartent sans s'arrêter, unis à une autre colonne importante, et parviennent sains et saufs à Canusium (Canosa). Les vaincus agissaient ainsi sous l'impulsion des sentiments que donnaient à chacun d'eux leur caractère ou le hasard, plutôt que par réflexion personnelle ou sur l'ordre de quelqu'un. »

— Tite-Live, Histoire Romaine, XXII, §50.
Après un ultime assaut d'Hannibal sur le camp des Romains, Tite-Live explique que ces réfugiés sont accueillis fraîchement par les Canusiens, ce qui pousse Busa à faire montre d'une générosité supplémentaire pour les soldats romains, ce qui lui valut d'être récompensée par le Sénat, :

« Quant aux réfugiés de Canusium, une Apulienne nommée Busa, connue pour sa naissance et sa fortune, en voyant les Canusini se contenter de les recevoir dans leurs murs et leurs maisons, les fournit de vivres, de vêtements, même d'argent pour la route ; en raison de cette munificence, plus tard, la guerre terminée, elle obtint des honneurs du sénat. »

— Tite-Live, Histoire Romaine, XXII, §50.

## Posterité médiévale

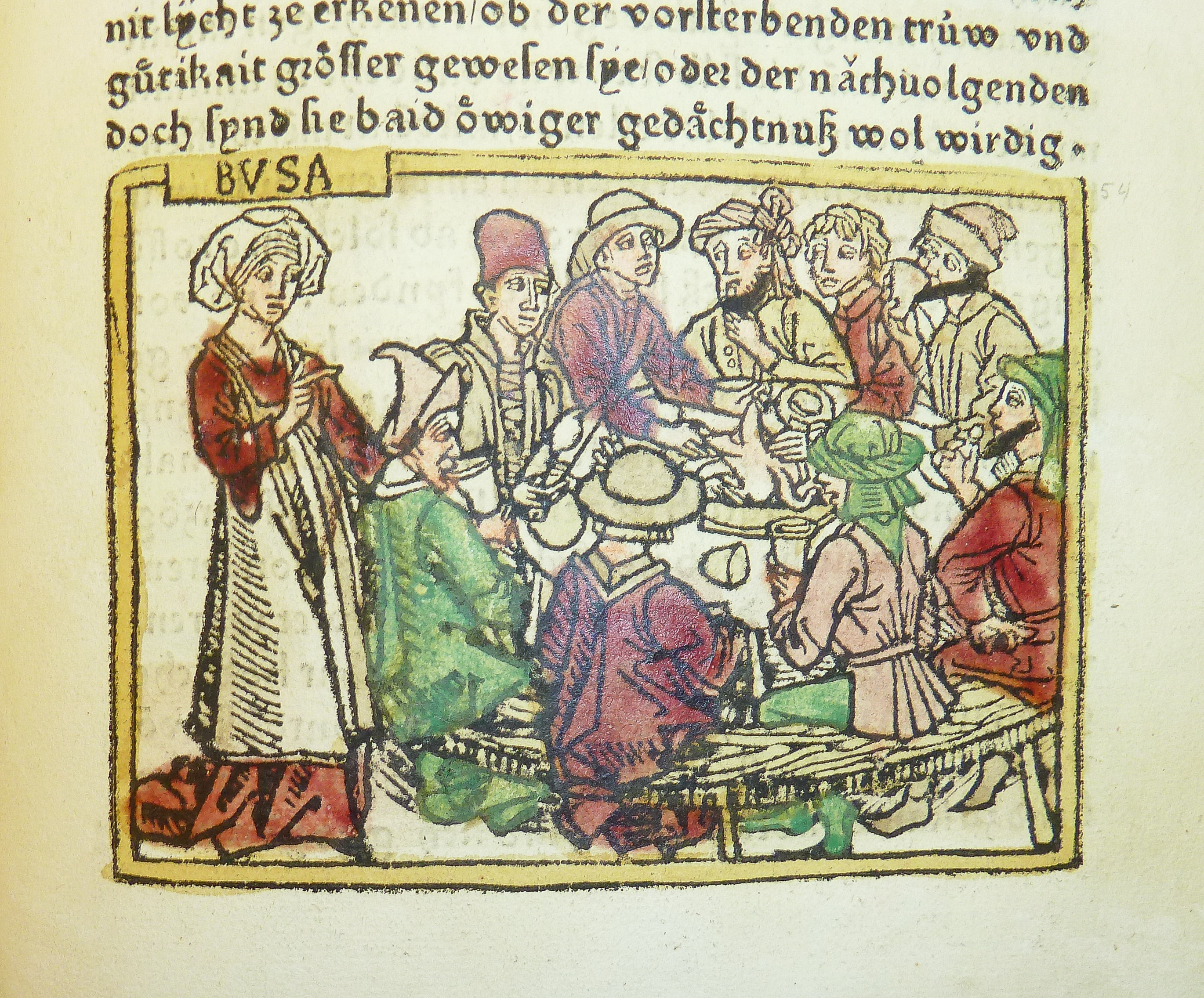
Illustration de Busa de Canosa. Incunable. Traduction allemande par Heinrich Steinhöwel de l'oeuvre de Giovanni Boccacci.

Paulina Busa passe relativement inaperçue dans les textes ultérieurs de l'Antiquité. Son action généreuse n'est remise en lumière qu'au XIVe siècle, sous la plume de Boccace.Dans son De mulieribus claris (en français Sur les femmes célèbres ou Des dames de renom), une collection de biographies de femmes historiques et mythologiques publiée en 1374, l'auteur florentin Boccace consacre un chapitre à Busa de Canosa. Une maison romaine en ruines dans le centre de Canosa est supposée être celle appartenant à la dame Busa. La municipalité de la ville lui a consacré une exposition au Museo dei Vescovi en 2019.